# St. Ulrich (Hohenfels)

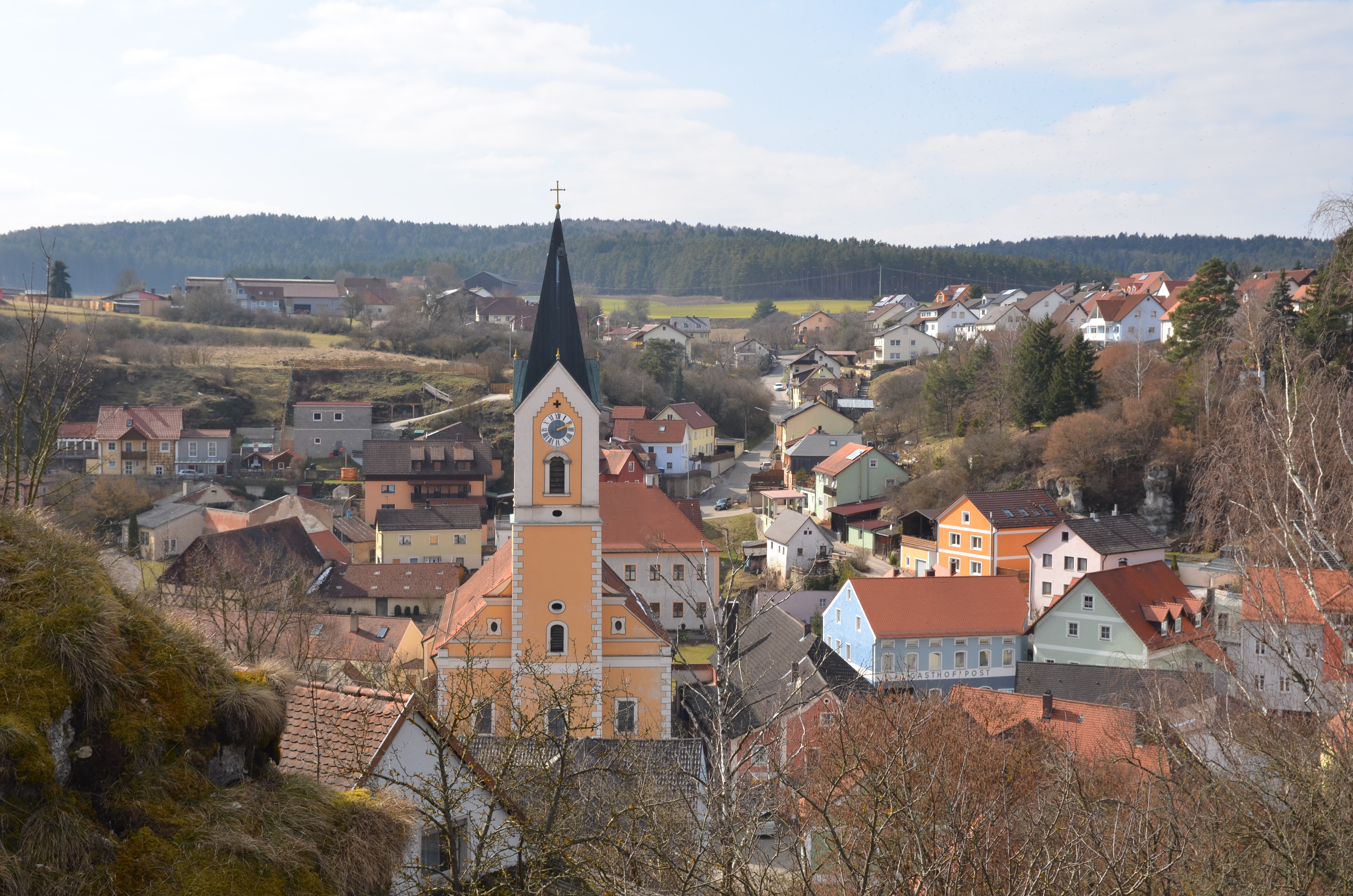
Pfarrkirche St. Ulrich

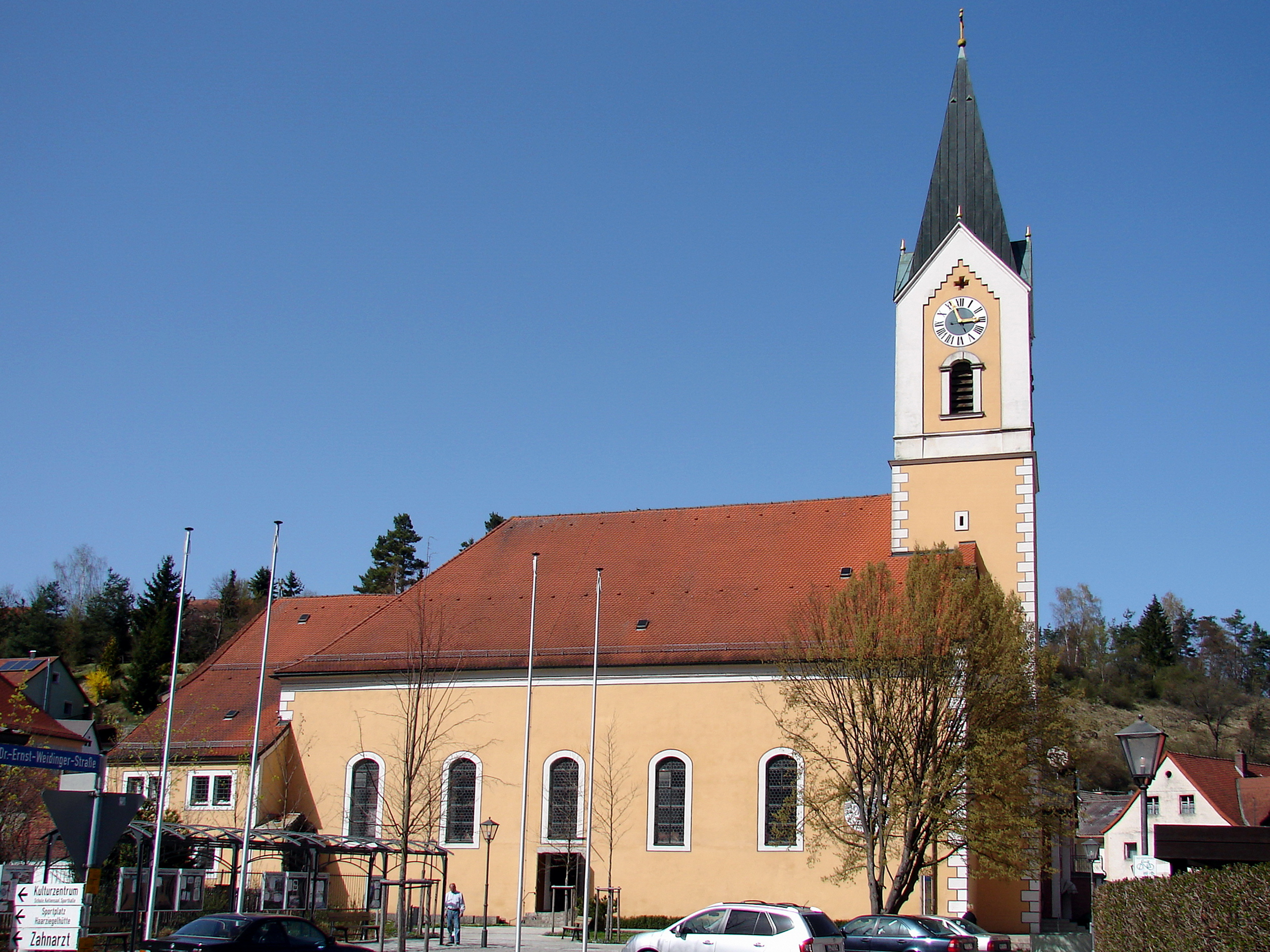
Pfarrkirche St. Ulrich

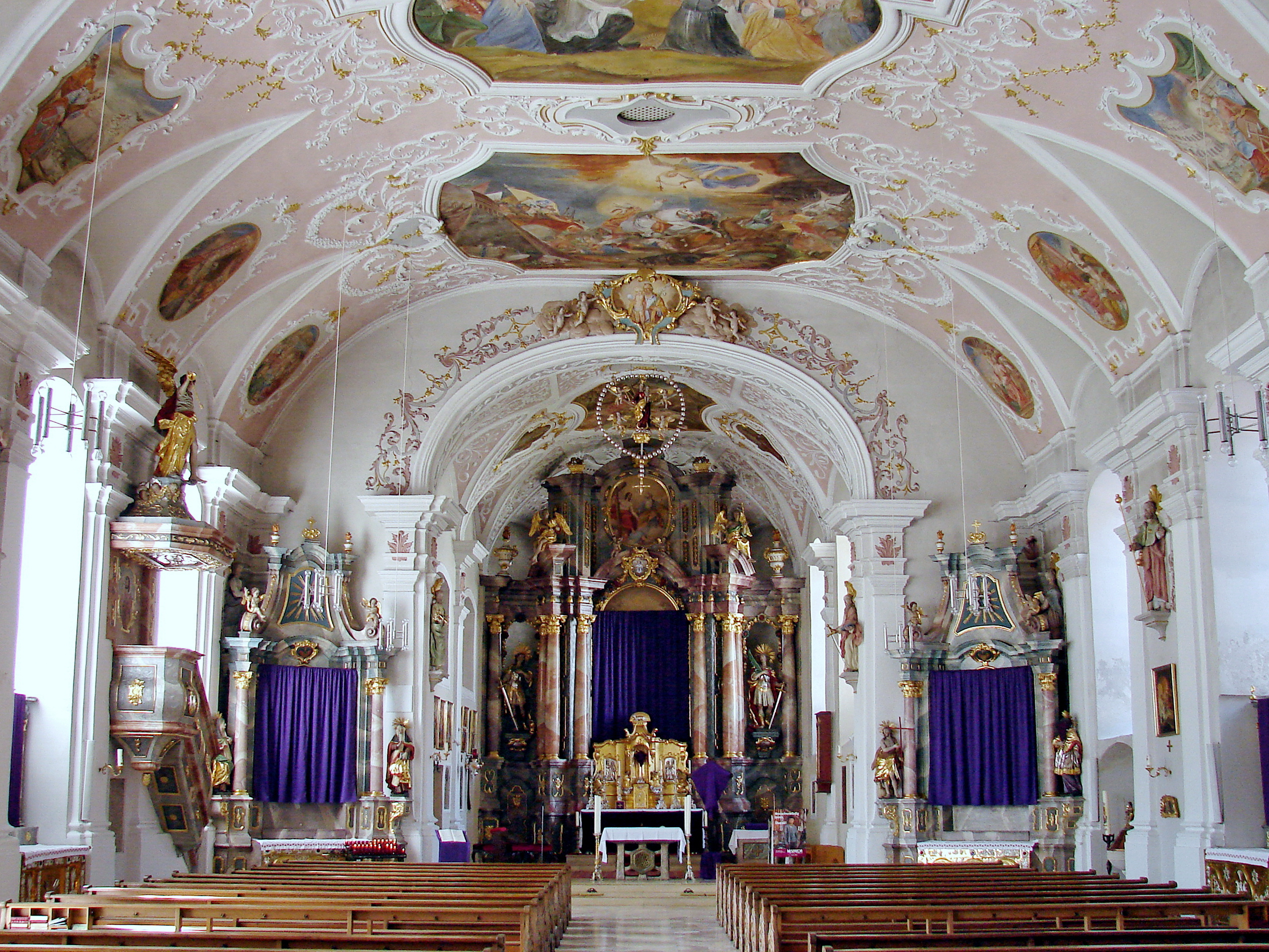
Pfarrkirche St. Ulrich: Innenraum

Die katholische Pfarrkirche St. Ulrich im bayerischen Markt Hohenfels ist eine barocke Kirche, die in der heutigen Form zwischen 1716 und 1721 erbaut und dem heiligen Ulrich von Augsburg geweiht wurde. Sie gehört zum Dekanat Laaber im Bistum Regensburg.

## Lage
Die Pfarrkirche liegt in der Ortsmitte am Marktplatz. Unterhalb der Kirche entspringt und verläuft der ca. 100 m lange so genannte Kirchenbach, ein kleiner Zufluss zum Forellenbach.

## Baugeschichte
Die Vorgängerin des Kirchengebäudes war eine dem heiligen Ulrich geweihte kleinere Kirche. Diese wurde wohl im 12. Jahrhundert durch die damaligen Schlossherrn von Hohenfels für ihre am Fuß des Berges angesiedelten Grundholden erbaut. Bis zum Jahre 1716 wurde die St.-Ulrichs-Kirche genutzt, bis sie wegen Baufälligkeit dem Neubau der heutigen Pfarrkirche weichen musste.

## Fresko  und Altarbild
In der Pfarrkirche befindet sich eine Vielzahl von Deckenfresken, von denen eines die Schlacht auf dem Lechfeld darstellt und angeblich von Cosmas Damian Asam gemalt, aber von anderer Hand geschaffen wurde. Das Hochaltarbild Heiliger Ulrich wird von den Kunsthistorikern Hans Christian Ries und Michael Andreas Schmid dem Münchner Kunstmaler Josef Wittmann zugeschrieben.

## Glocken
Im Kirchturm befinden sich fünf Glocken:
- Ulrichsglocke, gegossen 1949, Gewicht: 1300 kg
- Bruder-Konradglocke, gegossen 1949, Gewicht 900 kg
- Marienglocke, gegossen 1744, Gewicht 700 kg
- Antoniusglocke, gegossen 1949, Gewicht 400 kg
- Josefsglocke, gegossen 1902, Gewicht 250 kg